# Dominique Marchais
Pour les articles homonymes, voir Marchais.
Dominique Marchais est un réalisateur français né en 1972 à Dreux.

## Parcours
Après des études de philosophie à l'université de la Sorbonne-Paris 4, Dominique Marchais est critique de cinéma de 1994 à 1998 au magazine Les Inrockuptibles. De 1998 à 2002, il est sélectionneur pour le festival du film de Belfort - Entrevues. En 2003, il est pensionnaire cinéaste à la Villa Médicis.
Il signe son premier film en 2003, Lenz échappé, un court métrage consacré au poète Lenz (d'après la nouvelle de Georg Büchner), qui obtient en 2004 le prix spécial du jury au festival du film de Vendôme. Ce film inaugure une réflexion sur le paysage qui s’est poursuivie avec les films suivants.
Le Temps des grâces, sélectionné au festival de Locarno et sorti sur les écrans en 2010, marque les débuts d’un travail documentaire sur les paysages ruraux contemporains. Le film organise un vaste forum où écrivains, dont Pierre Bergounioux, agriculteurs, agronomes et économistes, politiques et paysagistes, dont Michel Corajoud, dressent le bilan des effets de la modernisation agricole et de la mondialisation sur la physionomie des campagnes.
La Ligne de partage des eaux (sorti en salles en 2014) prolonge les questionnements du Temps des grâces en donnant à voir le paysage contemporain comme un champ de forces se décomposant et se recomposant en permanence sous les effets des jeux d’acteurs et des logiques sectorielles.
Nul homme n'est une île (sorti en 2018 en France, Suisse et Italie, grand prix du jury du festival de Belfort), débute par un vaste panoramique sur la « fresque du bon gouvernement » peinte en 1338 par Ambrogio Lorenzetti à Sienne. Le film réunit des collectivités et des pratiques professionnelles très diverses et éloignées géographiquement (agrumiculteurs siciliens de la coopérative des Galline felici, l’architecte suisse Gion Caminada, les artisans et les élus du Vorarlberg) mais qui toutes s'efforcent de produire le paysage du bon gouvernement, actualisant ainsi la fresque de Lorenzetti.

## Enseignement
Dominique Marchais anime de nombreux workshops et master class, à l'École Normale Supérieure de Paris, en Suisse à l'Ecal et à la Head, à l’école d’architecture de Lyon, aux Beaux-Arts d’Annecy, de Bordeaux, de Tarbes[réf. nécessaire].

## Filmographie

### Réalisateur
- 2023 : La Rivière
- 2018 : Nul homme n'est une île
- 2014 : La Ligne de partage des eaux
- 2010 : Le Temps des grâces
- 2003 : Lenz échappé (court métrage)

## Distinctions
- 2023 : Prix Jean-Vigo pour La Rivière[7]
- 2023: Rétrospective au Centre Pompidou.
- 2023: Rétrospective au Festival International du film de Bordeaux (Fifib)
- 2018: Rétrospective au Festival dei Popoli [8]
- 2017 : Grand prix Janine Bazin au Festival du film de Belfort - Entrevues
- 2004 : Prix spécial du jury au Festival du film de Vendôme